# 살아야 한다 (1965년 영화)
"살아야 한다"는 1965년 공개된 대한민국의 영화이다.

## 배역
- 신영균
- 김지미
- 허장강
- 이예춘
- 구봉서
- 주선태
- 이경희
- 한은진
- 강미애
- 김정옥
- 방수일
- 차유미
- 임해림
- 조석근
- 윤일주
- 김기범
- 채훈
- 박광진
- 박문수
- 임성보
- 윤신옥
- 이영일